# おうらタウンバス
邑楽町公共路線バス（おうらまちこうきょうろせんバス）は群馬県邑楽郡邑楽町のコミュニティバスである。矢島タクシーが受託している。
2005年2月に運行開始。邑楽町ではこの他に館林市・邑楽郡千代田町・明和町・板倉町と共同で広域公共路線バスを運行している。
2022年（令和4年）9月30日をもって邑楽太田線が廃止となり、邑楽町循環線が運行開始された。邑楽町内のバスについては、館林市を中心に運行していた公共路線バスである「館林・邑楽・千代田線」（通称：邑楽線）も同日に廃止しており、町内循環線を本中野駅および篠塚駅に接続させることで、町外との連絡は東武小泉線、町内の交通をバスで賄う方針に舵を切ることになった。

## 現行路線

### 邑楽町内循環線
（→方向が右回り、←方向が左回り）
- おうらバスターミナル[4] - 篠塚駅 - 福祉センター - 本中野駅 - 邑楽町役場 - おうらバスターミナル

## 廃止路線

### 邑楽～太田線（おうらタウンバス）
- 太田記念病院 - 太田駅北口 - イオンモール太田 - 福祉センター - （高島小学校入口） - JA中野支所前 - 新中野西 - 邑楽町役場[5]
- 太田記念病院 - 太田駅北口 - イオンモール太田 - 福祉センター - （高島小学校入口） - 県緑化センター南 - 新中野 - 邑楽町役場[5]

## 運賃
- 大人 200円、60歳以上・高校生以下 100円[1]
- 定期券、回数券あり[1]